# Hyamia anguliscripta
Hyamia anguliscripta là một loài bướm đêm trong họ Noctuidae.